# Argostemma dulitense
Argostemma dulitense är en måreväxtart som beskrevs av Elmer Drew Merrill. Argostemma dulitense ingår i släktet Argostemma och familjen måreväxter. Inga underarter finns listade i Catalogue of Life.